# بادنجان چنگکی
بادنجان چنگکی یا واشِ گاومیش گونه‌ای از سرده‌یِ بادنجان است که بومی جنوب آمریکای شمالی است؛ این گیاه از گیاهان یکساله است که به بلندای یک تا یک و نیم متر می‌رسد و‌ دارای برگ‌هایی بسیار کُرک‌دار بوده و گل‌های آن‌ نیز با زنبورهای گرده گرده‌افشانی می‌شود.